# Chaotic Dischord
Chaotic Dischord était un groupe de punk rock de Bristol, en Angleterre, formé par des membres de Vice Squad et une partie de leur roadies en 1981. Le groupe a également enregistré un EP unique sous le nom de Sex Aids.

## Histoire

### Formation et débuts
Le line-up de Chaotic Dischord était composé d'Ampex (Igor, basse), Evo Stix (Shane Baldwin de Vice Squad, batterie), Ransid (alias Bambi, chant) et Pox (Dave Bateman de Vice Squad, guitares). Le groupe s'est formé à l'origine pour parodier les nombreux groupes punk de la deuxième vague aux sonorités crust qui avaient été signés chez Riot City Records. Mais le groupe est devenu ironiquement l'un des plus vendus du label. Après une dispute avec le patron de Riot City, Simon Edwards, au cours de laquelle Bateman et Baldwin ont affirmé qu'ils pourraient rivaliser et mettre ko certains de ces groupes "en dix minutes", le groupe est ensuite parti et a enregistré "Glue Accident". Ils ont soumis le morceau sous le nom de Chaotik Dischord, via un ami d'Edwards qui cherchait des groupes pour son prochain LP de compilation Riotous Assembly. Pour éviter qu'Edwards n'apprenne leur véritable identité, ils ont affirmé que Vice Squad était leurs amis et qu'ils ne traiteraient qu'avec eux. Cela a apparemment "effrayé le pantalon" Edwards, et il a inclus la piste sur l'album, orthographiant mal leur nom comme Chaotic Dischord, qui deviendra leur orthographe à partir de ce moment. Edwards a finalement découvert la véritable identité du groupe, mais à ce moment-là, ils vendaient des disques en nombre suffisant pour continuer.

### Réception critique
La marque de punk de Chaotic Dischord visait à choquer et insulter tous ceux qu'ils pouvaient , avec un critique affirmant que le but du groupe était d'utiliser le mot « fuck » plus souvent que tout autre groupe avant ou après . Le groupe a eu plusieurs succès sur le UK Indie Chart et a été reçu positivement par de nombreux critiques. Le fanzine américain de punk hardcore Maximum Rock 'n' Roll, ignorant la véritable identité du groupe, a donné au groupe plusieurs critiques positives malgré une aversion pour Vice Squad. Attila The Stockbroker, écrivant pour Sounds sous le pseudonyme de John Opposition a donné 5 étoiles à leur album Fuck Religion....

### Enregistrements marquants
Le groupe enregistre un EP unique, Back On The Piss Again, sous le nom de Sex Aids, avec Igor au chant.
Lorsque Beki Bondage a quitté Vice Squad, Igor est également parti et, malgré son désir de rester avec Chaotic Dischord, a été renvoyé du groupe. Bondage et Igor ont riposté en publiant un album avec Mik Heslin (guitare) et Steve Roberts (batterie) crédité à Chaotic Dischord intitulé Fuck Off You Cunt, What a Load of Bollocks, que Baldwin prétend être un « faux » disque Chaotic Dischord qu'il n'a même jamais entendu parler. L'album a été enregistré sur trois nuits et a été réalisé dans le véritable esprit punk rock : les musiciens ont improvisé les pistes d'accompagnement la première nuit, Beki a ajouté les voix la deuxième nuit sans avoir entendu la musique auparavant, et le mixage a été réalisé par l'ingénieur Paul Gadd. Quand le groupe est arrivé, il a demandé : « Comment voulez-vous que cela sonne ? » La réponse a été : "Un tas de merde." L'album est sorti sur Syndicate records et s'est bien vendu ; le groupe n'a rien fait dessus.
Le groupe a sorti l' album Live In New York en 1984 bien qu'il n'ait jamais joué de concert. Lorsque le label Riot City a fermé, le groupe a déménagé à Not Very Nice, continuant à sortir des disques, dont trois autres albums. Ils se sont finalement ennuyés avec ce qui était essentiellement la même blague et se sont séparés en 1988 lorsque l'entreprise de location d'outils de Bambi a décollé.
Baldwin a déclaré plus tard à propos du groupe : « Bien sûr, c'était une blague, et nous étions en fait assez perturbés quand tant de gens ont pris cela au sérieux !
Chaotic Dischord a été confirmé pour le festival Rebellion 2020.

## Discographie
Les classements affichés dans les graphiques proviennent du UK Indie Chart.

### Singles/EP
- Fuck The World 7" EP (1982) Riot City (#14)
- Never Trust a Friend 7" (1983) Riot City (#30)
- Back On The Piss Again 7" (1983) Riot City (#24) (comme Sex Aids)
- Don't Throw It All Away 12" (1984) Riot City (#14)

### Albums
- Fuck Religion, Fuck Politics, Fuck The Lot of You! (1983) Riot City
- Don't Throw It All Away  (1984) Riot City
- Live In New York (1984) Riot City
- Fuck Off You Cunt! (1984) Syndicate
- Now! That's What I Call A Fucking Racket Vol. 1 (1985) Not Very Nice
- Goat Fuckin' Virgin Killerz From Hell (1986) Not Very Nice
- Very Fuckin' Bad (1988) Not Very Nice

### Compilations, rééditions, etc.
- Riotous Assembly LP (1982) Riot City (as Chaotik Dischord - track entitled (Glue) Accident)
- You've Got To Be Obscene To Be Heard LP (1988) Link (re-titled reissue of Fuck Off You Cunt!)
- Their Greatest Fuckin' Hits CD (1994) Anagram
- You've Got To Be Obscene To Be HeardCD (1995) Step-1 (cd re-issue of Fuck Off You Cunt!)
- Fuck Religion.../Don't Throw It All Away LP/CD (1996) Visionary Vinyl/Anagram
- Very Fuckin' Bad/Goat Fuckin' Virgin Killerz From Hell! CD (1996) Anagram
- Now! That's What I Call A Fuckin' Racket CD (2001) Punkcore (includes Live In New York)